# Bancs-fanals

Els bancs-fanals, estan situats al llarg del Passeig de Gràcia de Barcelona. Realitzats l'any 1906, pel llavors arquitecte municipal Pere Falqués i Urpí (1850-1916), són una de les seves obres més conegudes, encara que de vegades han estat atribuïdes al també arquitecte modernista Antoni Gaudí. Es tracta de trenta-dos bancs construïts amb el clàssic "trencadís" del modernisme català i subjectes als bancs es troben els fanals, constituint una única peça, els fanals són de ferro forjat amb el característic coup de fouet, realitzats al taller de fosa de Manuel Ballarín. 

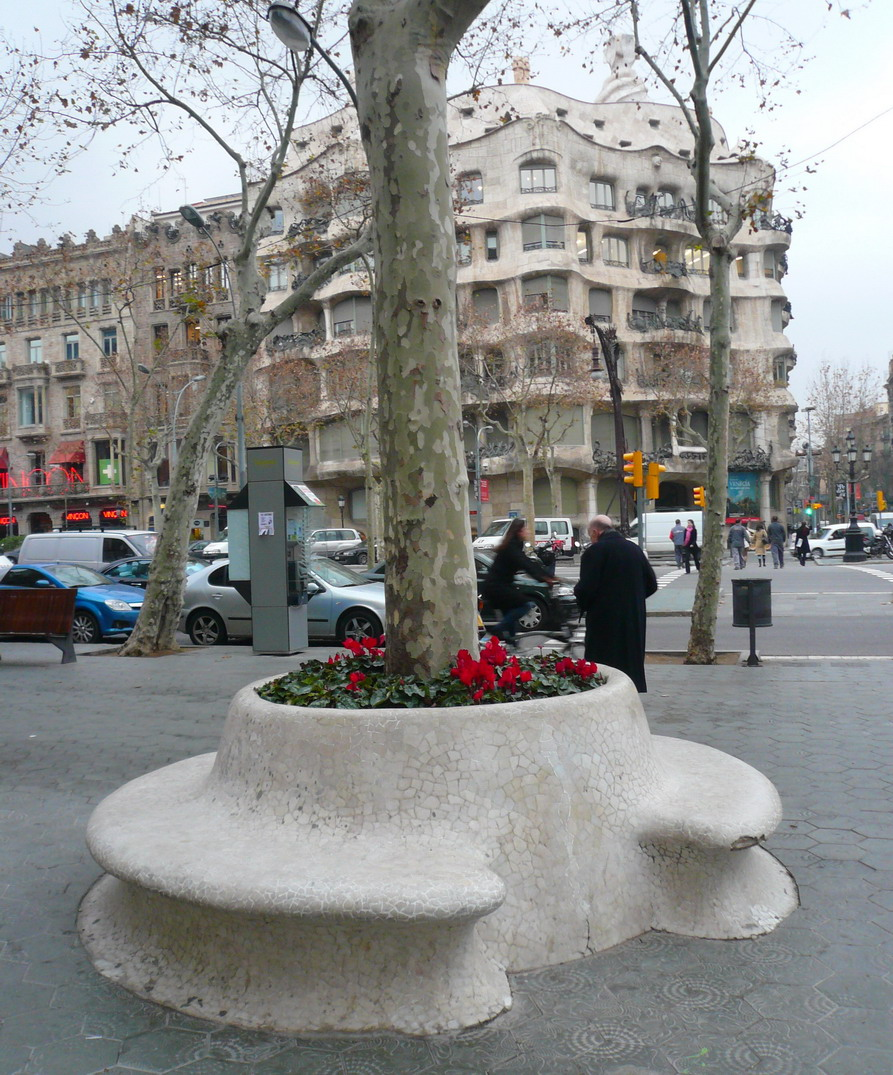
En la reurbanització del passeig del 1974 es van fer a cada cantonada aquestes jardineres circulars, imitant els bancs-fanals.